# 大和田獏
大和田 獏（おおわだ ばく、1950年〈昭和25年〉10月13日 - ）は、日本の俳優、司会者、タレント。本名、大和田 芳朗（おおわだ よしろう）。トム・プロジェクト所属。妻は女優の岡江久美子（2020年に死別）。

## 来歴・人物
福井県敦賀市出身。
高校2年生の時に、愛知県名古屋市にある名古屋市立菊里高等学校に転入し卒業。名古屋市立大学経済学部に進学する。
大学卒業後はテレビ局への入社を志していた。就職活動中に中部日本放送（現・CBCテレビ）を訪れた際に、同局のドラマに出てみないかとCBCのプロデューサーにスカウトされる。獏は「断ったら就職に響くだろう」と思いその話を受け入れた。しかし、肝心のCBCの採用試験は不採用だった。その後も就職活動がうまくいかず進路に迷っていた時に、人から役者をやりなさいと言われたことで役者の道を目指すこととなる。
1973年に放送のテレビドラマ『こんまい女』への出演で、芸能界デビュー。その際、同ドラマの脚本家である花登筺から、「夢を食べて夢のある大きな役者になれるように」という意味で「獏」という芸名を与えられた。
橋田壽賀子・石井ふく子が携わった作品にはたびたび起用された。
1983年、『連想ゲーム』での共演がきっかけで交際していた女優の岡江久美子と結婚。同年8月、長女の美帆が誕生。
1998年から2009年までの11年間は『ワイド!スクランブル』（テレビ朝日）の司会を務めた。期間中、妻が他局であるTBSテレビの『はなまるマーケット』で司会を務めており、夫婦で別々の局の帯番組に時間差でレギュラー出演していたことで話題となった。
2006年、長年所属したたむらプロから、妻・岡江や娘・美帆が所属するスタッフ・アップグループへ移籍した。
2020年、妻の岡江が新型コロナウイルス感染症(COVID-19)による肺炎で死去。同年9月、娘の美帆の勧めでインスタグラムを開始。
2023年、2月末で16年在籍したスタッフ・アップグループを退所し、トム・プロジェクトへの移籍を発表した。

## エピソード
- 俳優として出始めの頃、既に俳優として成功していた兄の伸也から、当時高価だった電話機と加入料・基本料をプレゼントされた。役者の仕事は待つ身で、過去に伸也は連絡がつかなくて仕事を逃してしまった事があり、獏にはそうなって欲しくないとの思いがあった。実際、この電話のおかげで連想ゲームの出演が決まっている。現在も、獏の電話の名義は伸也のままになっている。
- 前述の通り本名は「芳朗」であるが、自身の兄弟や妻・岡江、親からも「獏ちゃん」「獏さん」と呼ばれている。娘の美帆に至っては、12歳（小学校6年生）になるまで父親の本名が「獏」だと思い込んでいた[8]。
- 連想ゲームでは檀ふみと数々の名勝負を展開。「檀さん、大和田さん、檀さん」という名フレーズも生まれた[9]。
- 1999年7月21日、家族と外出中に自宅が落雷の被害を受けた。帰宅すると、周辺の家々の中で大和田家だけが停電していた[10]。落雷により電気メーターから火災が発生したが、近隣住民の消火作業により、獏が帰宅する前に鎮火した[11]。
- 兄・伸也や妻・岡江同様、大の巨人ファン。
- 「獏」という名の店があると家族でその店に赴く。
- 家では娘・美帆に対しシビアな教育をしていた一方、仲が良くかつダジャレを言うのが大好きだという[12][13]。
- 新婚時代は、妻の岡江と喧嘩するなど、亭主関白ぶりを発揮したかなりの短気の性格で、浮気疑惑も出たが、本人は否定している[14]。
- 1980年代、野沢直子が大和田獏の名前を連呼する歌「おーわだばく」を歌っている。
- 学生時代を名古屋で過ごしたこともあり、味噌カツが大好物である[6]。

## 家族
獏は、敦賀の商人・大和田荘兵衛の子孫にあたる。父親の勝は敬虔なクリスチャンで、母親である大和田恭子(1923〜2021)は天真爛漫な人物だったとされる。勝は若い頃に大和田一族が経営する大和田銀行を辞め、満州に渡って製粉会社に勤める。そして嫁探しに福井県に一時帰った後に恭子と出会い、満州へ連れ帰って結婚したとされる。その後敦賀に戻って伸也や獏を育てることになるが、実家は敦賀から名古屋へ移っている。
兄は同じく俳優の大和田伸也と、満州生まれで日本聖公会中部教区の執事として、かつて名古屋聖マルコ教会、名古屋聖ヨハネ教会の牧師補を歴任し、書店「ブックショップ大和田」を経営していた大和田康司。また姉がいる。妻は女優の岡江久美子（2020年4月23日に死別）。長女は女優でタレントの大和田美帆。兄嫁は女優の五大路子。甥（伸也・路子夫妻の長男、次男）は俳優の大和田悠太と大和田健介。
1981年のNHK大河ドラマ「おんな太閤記」では兄の伸也と共演。木下勝俊・小早川秀秋兄弟を兄弟で演じた。2010年9月27日放送の『芸能人カラオケ年の差グランプリ!!見せる聞かせる名曲ギャップショー』（TBS）では伸也、娘・美帆の対戦時にサプライズゲストで登場し、3人が初めて共演する格好となった。2011年1月9日放送のトーク番組『ボクらの時代』（フジテレビ）では自身と美帆、伸也とその長男の悠太の4人が共演することになった。

## 出演

### テレビドラマ
- こんまい女（1973年、フジテレビ）
- ウルトラマンタロウ 第29話「ベムスター復活! タロウ絶体絶命!」・第30話「逆襲! 怪獣軍団」（1973年、円谷プロ / TBS系） - 海野八郎
- 刑事くん 第2部 第24話「ふたりのカレンダー」（1973年、TBS）
- 日本沈没（1974年、TBS）
- 太陽にほえろ!（日本テレビ / 東宝）
  - 第117話「父と子の再会」（1974年） - 梶和夫
  - 第185話「虹」（1976年） - ひろし
  - 第252話「鮫島結婚相談所」（1977年） - 筒井健治
- 二十一歳の父（1974年、TBS）
- 銭形平次 第440話「花を撒いて消えた人」（1974年、フジテレビ/東映） - 権太
- 俺たちの勲章 第3話（1975年、NTV/東宝） - 渥美署刑事
- はじめまして 第4回以降（1975年、TBS/テレパック） - 酒匂二三
- 敬礼!さわやかさん（1975年、NET）
- 幻のささやき（1976年、NET）
- 伝七捕物帳 第116話「恨みの子守唄」（1976年、日本テレビ）- 兵助
- 火曜日のあいつ　第14話「恐怖の地すべり!飛び込んだ赤ちゃん」（1976年、TBS・東宝）-明夫
- いろはの"い" 第7話「同棲」（1976年、日本テレビ/東宝） - 池田ノブオ
- 刑事物語・星空に撃て! 第7話「狙われた恋人たち」（1976年、フジテレビ・大映テレビ）
- 新・木枯し紋次郎 第16話「二度と拝めぬ三日月」（1977年、C.A.L / 12ch）- 伊作 / 国定忠治の子分・浅太郎
- 大江戸捜査網（12ch / 三船プロ）
  - 第298話「お化け屋敷に消えた美女」（1977年） - 新太郎
  - 第338話「追跡! 哀愁の子守唄」（1978年） - 加納彦四郎
  - 映画版「隠密同心 大江戸捜査網」（1979年、東宝） - 徳川信吾
- 土曜ワイド劇場（テレビ朝日）
  - 氷中の美女 江戸川乱歩の「吸血鬼」より（1977年） - 小林少年
  - 第三の来訪者　危険な結婚（1981年、ANB） ※結婚前に妻の岡江久美子と共演している
  - 天才神津恭介の推理（1983年 - 1990年） - 松下研三
  - 結婚って何さ殺人事件（1986年）
  - 松本清張作家活動40年記念・霧の旗（1991年） - 柳田正夫
  - 花吹雪女スリ三姉妹（1994年、朝日放送） - 五木田邦彦
  - 作家 小日向鋭介の推理日記 闇に潜む殺意（1997年） - 真野幹夫
  - 検事・朝日奈耀子17（2016年4月9日） - 日高真 役
- Gメン'75 （TBS / 東映）
  - 第112話「宇宙食の恐怖」（1977年） - 吉岡セイジ
  - 第162話「女子大生と警官の異常な関係」（1978年） - 津村邦男巡査
- 岸壁の母（1977年、TBS）
- 新五捕物帳 第29話「物言えば唇寒し…」（1978年、日本テレビ/ユニオン映画） - 安吉
- 森村誠一シリーズ 人間の証明（1978年、毎日放送）
- 七人の刑事 第58話（1979年、TBS）
- たんぽぽ 第5シリーズ（1978年、日本テレビ）
- わたしは海（1978年、NHK総合 連続テレビ小説）
- 遠山の金さん 第2シリーズ 第14話「標的は桜吹雪」（1979年、テレビ朝日） - 仙吉
- 長七郎天下ご免!（1979年〜1982年、テレビ朝日） - 一心太助
- ザ・商社（1980年、NHK総合） - 島村和雄
- 大河ドラマ（NHK総合）
  - おんな太閤記（1981年） - 小早川秀秋 ※大和田伸也は小早川秀秋の実兄の木下勝俊を演じた
  - 春日局（1989年）- 大野治長
  - 太平記（1991年）- 万里小路藤房
- 時代劇スペシャル 清水次郎長シリーズ（1981年 - 1983年、フジテレビ）- 桶屋の鬼吉
- イエスとノンの物語（1982年、東海テレビ）
- 野々村病院物語II（1982年 - 1983年、TBS）- 内科医・月波恭一
- トラックかあちゃん（1983年、TBS）
- 月曜ドラマランド 意地悪ばあさん（1983年-1989年のスペシャル版、フジテレビ系） - 波多野トシアキ
- 大家族（1984年、TBS） - 高倉一平
- 五度半さん（1985年、TBS）
- 銀河テレビ小説（NHK総合）
  - もういちど春（1985年）-  玉滝充
- 家庭って?（1986年、TBS）
- ドラマ・女の手記手さぐりの旅路（1986年、テレビ東京）- 竜鉄也
- 大都会25時（1987年、テレビ朝日）- 亀山刑事
- 裸の大将 第24話「清のどさんこ母恋道中」（1987年、関西テレビ） - 政五郎
- おんなは一生懸命（1987年 - 1988年、TBS）
- 月影兵庫あばれ旅（1989年 - 1990年、テレビ東京） - 合点の安
- 京都サスペンス「夕顔の寺殺人事件」（1989年、関西テレビ・松竹・京都映画）
- 月曜・女のサスペンス 列島縦断事件シリーズ「いつの間にか・写し絵」（1991年、テレビ東京）
- ああ母さん（1992年、TBS）
- 疑惑の構図（1992年、テレビ東京）
- 家族の物語（1993年、TBS）
- 火曜サスペンス劇場　地方記者・立花陽介2　伊賀上野通信局（1993年10月19日、日本テレビ） - 小村和平
- ドラマ30
  - 風たちの遺言（1995年、CBC）
  - 車いすの金メダル（1998年、毎日放送）
- 3年B組金八先生 第4シリーズ第9話（1995年12月7日、TBS）- 文部省・寺本係長 役
- 君が人生の時（1997年、TBS）
- 今夜もごちそうさま（1997年、NHK総合）
- 渡る世間は鬼ばかり 第4シリーズ （1998年 - 2011年、TBS） - 野々下長太
  - 長太は主人公・岡倉大吉（藤岡琢也→宇津井健）の次女小島五月（泉ピン子）の夫・小島勇（角野卓造）の妹・邦子（東てる美）の夫である（再婚同士の組み合わせである）。
  - 離婚した前妻・結城みのり（熊谷真実）との間に長女の加津（宇野なおみ）をもうけている。
  - 後妻の邦子、そして邦子の実子（彼女の前夫・小川浩介（別府康男）の子である）隆（田中恭平）・ミカ（小此木麻里）と暮らす。
  - 第6シリーズで、加津が出した本の担当者・中村編集長役として兄・伸也が出演、兄弟で共演を果たした。
- モーニング娘。新春! LOVEストーリーズ『時をかける少女』（2002年、TBS） - 芳山範和 役
- トリック2 第6話（2002年、テレビ朝日） - 園田弘
- ヤンキー母校に帰る 旅立ちの時 不良少年の夢（2005年、TBS）- 義家俊夫
- 月曜ミステリー劇場 里見浩太朗芸能生活50周年特別企画「夜盗」（2005年10月、TBS） - 酒井
- うつへの復讐 〜絶望からの復活〜（2007年、日本テレビ）
- 月曜ゴールデン（TBS）
  - 緑川警部 vs 86人の容疑者（2009年6月22日）
  - 緑川警部 vs 16時02分の路線バス（2010年7月26日）
  - 緑川警部 VS 殺人トランプ（2011年9月12日）
  - 緑川警部 VS 33分の勇気（2012年12月17日）
- 連続ドラマ ストロベリーナイト（2012年、フジテレビ） - 姫川忠幸 役
- デカ 黒川鈴木 第7話（2012年2月16日、よみうりテレビ） - 湯浅健太郎 役
- 金曜プレステージ　Dr.検事モロハシ（2012年3月23日、フジテレビ） - 一ノ瀬晴彦 役
- イロドリヒムラ 第6話（2012年11月19日、TBS） - 小島 役
- 信長のシェフ 第6話（2013年2月15日、テレビ朝日） - 千宗易 役
- プレミアムドラマ　ママになりたい・・・（2013年4月24日、NHK BSプレミアム）
- 連続ドラマW　配達されたい私たち第1話（2013年5月12日、WOWOW） - 岡江有の父親 役
- 三匹のおっさん〜正義の味方、見参!!〜 第3話（2014年1月31日、テレビ東京） - 広田作治 役
- ほっとけない魔女たち（2014年、東海テレビ） ‐ 柳田利治 役
- 新・刑事吉永誠一 第3話（2014年10月31日、テレビ東京） - 六浦広務 役
- SAKURA〜事件を聞く女〜 第4話（2014年11月10日、TBS） - 祖父江駿 役
- Messiah メサイア -影青ノ章-（2015年、TOKYO MX） - 天道 役
- ボクの妻と結婚してください。（2015年、NHK BSプレミアム） - テレビ日東社長 役
- ナポレオンの村 第4話（2015年8月16日、TBS） - 國枝雄一 役
- 花咲舞が黙ってない 第2シリーズ 第10話（2015年9月9日、日本テレビ） - 久我靖彦 役
- 相棒 season14 第1話「フランケンシュタインの告白」（2015年10月14日、テレビ朝日） - 慈光 役
- 水曜ミステリー9（テレビ東京）
  - 検事・沢木正夫3・共犯者（2015年8月19日） - 辻川義和 役
  - 犯罪科学分析室 電子の標的3（2017年2月1日） - 黒川鉄晴 役
  - 花実のない森（2017年3月29日） - 浜田弘 役
- 警視庁・捜査一課長 season2 第8話（2017年6月8日、テレビ朝日） - 桜川蓮司 役
- 遺留捜査 第4シリーズ 第7話（2017年8月24日、テレビ朝日） - 小沼修一 役
- 将軍刑事（2018年、テレビ朝日） ‐ 織田伊寛 役
- 孤独のグルメ Season7 第2話 （2018年4月14日、テレビ東京） -  中西哲夫 役
- 刑事7人 SEASON6 第8話（2020年9月23日、テレビ朝日） - 谷内田浩司 役
- その女、ジルバ（2021年） - 笛吹達郎 役
- ハヤブサ消防団 第1話（2023年7月13日、テレビ朝日） - 波川志津雄 役[19]

### 舞台
- 新春戦国鍋祭〜あんまり近づきすぎると斬られちゃうよ〜（2011年） - 柴田勝家
- 大江戸鍋祭〜あんまりはしゃぎ過ぎると討たれちゃうよ〜（2012年） - 大石内蔵助
- 歳末明治座 る・フェア 年末だよ!みんな集合!!（2013年12月21日 - 24日、明治座） - 九条兼実
- かへり花（2024年9月2日 - 8日、俳優座劇場）[20]
- おばぁとラッパのサンマ裁判（2025年2月3日 - 24日、紀伊國屋ホール 他）[21]
- モンテンルパ（2025年3月15日・16日、シアターΧ）[22]
- ガマ（2025年5月31日 - 6月8日、吉祥寺シアター）[23]
- 五十億の中で ただ一人（2025年11月27日 - 12月3日〈予定〉、赤坂RED/THEATER）[24]

### 映画
- 朝やけの海（1976年） - 沢田大二 役
- あにいもうと（1976年） - 鯛一 役
- 悪魔の手毬唄 (1977年) - 村上五郎（鬼首村青年団団員）
- 東京大空襲 ガラスのうさぎ（1979年） - 長兄 役
- 隠密同心・大江戸捜査網（1979年） - 徳川信吾（信吉） 役
- 死に花（2004年） - ワイドショウ出演者 役
- グッバイエレジー（2017年） - 高木 役
- あいあい傘（2018年） - 製薬会社のドン 役
- ブルーヘブンを君に[25]（2020年）

### テレビアニメ
- まんが日本絵巻（1977年、TBS系列） - 大石主税
- お〜い!竜馬（1992年、NHK総合） - ナレーター

### 劇場アニメ
- クレヨンしんちゃん 爆睡!ユメミーワールド大突撃（2016年、東宝） - 本人役（特別出演）

### 人形劇
- がんばれタッグス（1992年、テレビ東京） - ナレーター

### ラジオ
- 土曜サロン（NHKラジオ第1）
- 愛の街から（FM東京ラジオドラマ）
- 真夜中のサウンド・レター（FM東京）

### 情報番組
| 期間         | 期間         | 番組名                                                 | 役職                 |
| ------------ | ------------ | ------------------------------------------------------ | -------------------- |
| 担当時期不明 | 担当時期不明 | パソコンサンデー（テレビ大阪） ※テレビ東京系列にて放送 | 司会                 |
| 1987年10月   | 1998年9月    | 午後は○○おもいッきりテレビ（日本テレビ）               | ゲストコメンテーター |
| 開始時期不明 | 1999年9月    | 獏さんのひゅーまんテレビ（テレビ東京）                 | 進行役               |
| 1998年10月   | 2009年9月    | ワイド!スクランブル（テレビ朝日）                      | メインキャスター     |
| 2019年4月    | 2020年9月    | くすぐる（テレビ愛知）                                 | MC                   |

### ドキュメンタリー
- いのちのいろいろ（2012年4月3日 - 、日本テレビ） - ナレーター
- ぐるり一周!鉄道旅 大和田獏と行く知られざる韓国（2012年11月9日、BS朝日） - ナビゲーター
- 大和田獏のぐるり台湾!鉄道絶景旅 知られざる鉄道遺産を求めて（2013年4月6日、BS朝日） - ナビゲーター
- 大和田兄弟のぐるり鉄道旅!（BS朝日） - ナビゲーター
  - 大和田兄弟ぐるり鉄道旅!〜タイ王国 知られざる絶景と世界遺産〜（2014年1月6日）
  - 大和田兄弟ぐるり鉄道旅!〜ベトナム縦断2000km〜（2014年6月8日）
  - 大和田兄弟ぐるり鉄道旅!〜マレーシア知られざる絶景と世界遺産〜（2015年2月8日）
  - 大和田兄弟ぐるり鉄道旅!〜魅惑の台湾・・・美味と感動、絶景百景〜（2015年5月10日）
  - 大和田兄弟ぐるり鉄道旅!香港〜マカオ〜絶景百景!世界遺産30制覇の珍道中〜（2015年11月8日）
  - 大和田兄弟ぐるり鉄道旅!〜スイスの絶景をめぐる 世界遺産とアルプス〜（2016年8月14日）

### バラエティ
- 連想ゲーム（NHK総合、1976年4月 - 1988年3月）
  - 白組（男性チーム）のレギュラー解答者として、12年間出演した。なお、妻・岡江久美子も1978年4月 - 1983年3月の5年間紅組（女性チーム）レギュラー解答者だった。
- クイズ地球まるかじり（テレビ東京）不定期出演
- オジサンズ11（2008年、日本テレビ）※準レギュラー
- バニラ気分!（フジテレビ）『マツケン・今ちゃん・オセロのGO!GO!サタ』に出演。
- くりぃむクイズ ミラクル9（テレビ朝日）不定期出演

### CM
- マルシンフーズ コッコちゃん（1980年）
- リクルート 週刊住宅情報
- 花王 ガードハロー
- ポッカコーポレーション ポッカコーヒー、アイス用コーヒー、カフェ・オーレ等

## 音楽

### シングル
| 発売日      | 規格        | 規格品番    | 面          | タイトル           | 作詞        | 作曲        | 編曲        |
| CBS・ソニー | CBS・ソニー | CBS・ソニー | CBS・ソニー | CBS・ソニー        | CBS・ソニー | CBS・ソニー | CBS・ソニー |
| ----------- | ----------- | ----------- | ----------- | ------------------ | ----------- | ----------- | ----------- |
| 1979年10月  | EP          | 06SH-618    | A           | コーヒー・ブラウン | 伊藤アキラ  | 井上忠夫    | 井上忠夫    |
| 1979年10月  | EP          | 06SH-618    | B           | 日暮れ公園         | 伊藤アキラ  | 井上忠夫    | 井上忠夫    |